# Bernard Kusi
Bernard Kusi (Kumasi, 1º giugno 1939) è un ex calciatore ghanese.

## Carriera
Partecipò alle Olimpiadi del 1968.